# Start Something
Start Something è il secondo album della band gallese Lostprophets, pubblicato il 2 e 3 febbraio 2004 rispettivamente nel Regno Unito e Stati Uniti d'America.

## Il disco
L'album è stato prodotto da Eric Valentine, produttore anche dei Queens of the Stone Age, Good Charlotte e Neon knights.
Il nome dell'album è stato scelto per due motivi; Il motivo principale è che la band vede questo album come il loro primo "vero gradino musicale", dato che sentivano Thefakesoundofprogress, originariamente inteso solo come un demo, "non accuratamente il riflesso delle loro capacità".

## Tracce
1. We Still Kill the Old Way – 4:20
2. To Hell We Ride – 3:40
3. Last Train Home – 4:35
4. Wake Up (Make a Move) – 3:56
5. Burn Burn – 3:36
6. I Don't Know – 3:57
7. Hello Again – 4:56
8. Goodbye Tonight – 3:54
9. Start Something – 3:26
10. A Million Miles- 4:32 o 4:24
11. Last Summer – 4:07
12. We Are Godzilla, You Are Japan - 4:05
13. Sway – 10:24

Tracce Bonus
- "Lucky You" - 4:33 Traccia Bonus Giapponese)
- "Like a Fire" - 4:02 (Traccia Bonus Giapponese)
- "Shinobi Vs. Dragon Ninja (Live In London) - 3:40 (Traccia Bonus Versione Australiana)

## Formazione

### Gruppo
- Ian Watkins - voce
- Lee Gaze - chitarra
- Mike Lewis - chitarra
- Stuart Richardson - basso
- Jamie Oliver - tastiere
- Mike Chiplin - batteria

### Altri musicisti
- Billy Martin e Benji Madden - voce addizionale su "Last Train Home"